# Alida (videogioco)
Alida è un videogioco d'avventura del 2003, sviluppato dallo studio indipendente australiano Dejavu Worlds e pubblicato da Got Game Entertainment. Il gioco è stato interamente creato dall'artista e musicista australiano Cos Russo.

## Trama
Nell'universo narrativo del gioco, Alida è un'isola a forma di chitarra situata al largo della costa australiana, costruita dai membri di una band grazie ai guadagni derivanti dal loro primo album di successo. Nonostante l'exploit iniziale, il gruppo non ha mai pubblicato un secondo album ed è stato dimenticato dai fan. La band si è sciolta, e ciascun membro ha nascosto la propria fortuna in diverse parti dell'isola, per poi allontanarsi.
Arin (personaggio non giocante), uno dei membri originari, si reca sull'isola per partecipare a una presunta riunione, ma non fa più ritorno a casa. Sua moglie Julia chiede al giocatore di recarsi sull'isola per ritrovare il marito, dando così inizio all'avventura.

## Modalità di gioco
Alida vede il giocatore esplorare una serie di schermate interattive. Il gioco, distribuito su 5 CD, si concentra sulla risoluzione di enigmi per progredire in nuove aree. Gli enigmi sono spesso a tema musicale e variano in difficoltà. La grafica include scene di FMV e animazioni CGI, entrambe integrate nell'ambiente di gioco. Come contenuto extra, il gioco include un'intervista con il creatore.

## Sviluppo
Il gioco è stato ideato da Cos Russo, che ha attraversato numerose revisioni del concept e degli obiettivi di gioco durante il processo creativo. Lo sviluppo è durato circa cinque anni. Prima della pubblicazione definitiva, era disponibile una demo sul sito dell'editore Got Game Entertainment, che ha permesso ai giocatori di avere un'anteprima del titolo.
Il 23 agosto 2004, il gioco è stato immesso nei negozi australiani, ampliando così la sua disponibilità commerciale. Nel 2015 è stata rilasciata una versione per dispositivi iOS, mentre è previsto lo sviluppo di un sequel che proseguirà la storia e l'esperienza di gioco originale.

## Accoglienza
Inside Mac Games ha sottolineato la notevole difficoltà di alcuni enigmi. Applelinks ha apprezzato il finale soddisfacente di Alida. Mac Review Games ha incoraggiato il pubblico a supportare il gioco, evidenziando la «visione, creatività e coscienza» del suo creatore.
Nel 2003, Just Adventure ha definito Alida un «risultato fenomenale», pur ritenendo che il gioco avrebbe potuto essere molto migliore. L'anno successivo, un'altra recensione dello stesso sito ha invitato i lettori ad acquistare il titolo al prezzo pieno per sostenere la produzione di giochi simili.
GameZone ha invece ritenuto che tutti gli aspetti che Alida tentava di realizzare fossero stati già fatti meglio un decennio prima. GameSpot ha espresso un giudizio critico, affermando che il potenziale del gioco fosse limitato dalla sua natura confusa e dalla difficoltà elevata.
Universal Hint System ha consigliato ai giocatori di salvare frequentemente la partita, per poter rivedere dialoghi o appunti contenenti informazioni importanti.